# Anna Todd

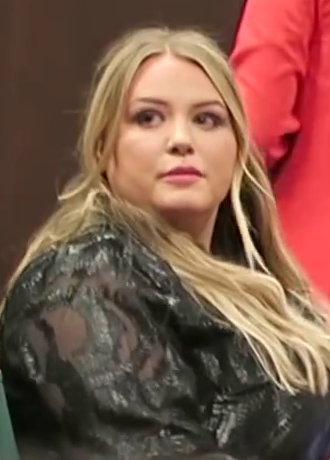
Anna Todd (2019)

Anna Todd (geboren 1989) ist eine amerikanische Schriftstellerin. Sie wurde mit ihrer Serie romantischer Romane mit dem Titel After international erfolgreich.

## Karriere
Anna Todd veröffentlichte ihren ersten Roman 2013 unter dem Pseudonym „Imaginator1D“ als Fan-Fiction auf der Website Wattpad, einer Social-Media-Plattform für Autoren und Leser. Als Hauptcharakter wählte sie Harry Styles, den Sänger der britisch-irischen Boyband One Direction, wodurch ihr Roman auf der Plattform vor allem unter jungen Leserinnen populär wurde. Sie beschrieb die Geschichte einer jungen College-Studentin, die sich in einen tätowierten Außenseiter verliebt, den sie Hardin Scott nannte. Nach eineinhalb Jahren war die Geschichte auf 2500 Seiten angewachsen und mehr als eine Milliarde Mal auf der Plattform aufgerufen worden.
2014 bekam sie einen Autorenvertrag beim Verlag Gallery Books, einem Imprint von Simon & Schuster, während die Originalgeschichte weiterhin auf der Wattpad-Plattform verfügbar blieb. Gallery Books veröffentlichte den Roman in vier Teilen, die kurz hintereinander erschienen. Die Filmrechte wurden an die United Talent Agency (UTA) und später an Paramount Pictures verkauft. Gegen das Buch und die Verfilmung gab es allerdings auch Proteste von Fans der Band One Direction, die das Image von Styles und seiner Band durch die Veröffentlichung beschädigt sehen und annehmen, Anna Todd wolle sich auf deren Kosten bereichern.
Die Bücher wurden international übersetzt und wurden auch in Deutschland zu Bestsellern, wo sie 2015 im Abstand von wenigen Monaten vom Heyne Verlag veröffentlicht wurden. Die deutsche Übersetzung des ersten Bands After passion stieg nach ihrem Erscheinen im Februar 2015 in die Top 10 der Bestsellerliste des Spiegels in der Kategorie Paperback/Belletristik und stieg am 21. Februar 2015 auf Rang 3, wo sie mehrere Wochen verblieb. After truth, erschienen im März 2015, erreichte am 18. April 2015 nach wenigen Wochen sogar Rang 1 der Liste und After love stieg am 20. Juni 2015 nach Erscheinen direkt auf der Spitzenposition ein. Alle drei Bände blieben mehrere Wochen in den Top 10 der Liste und waren dort teilweise gemeinsam auf den Top-Positionen. Der vierte Band After forever erschien am 10. August 2015.

## Privat
Anna Todd lebt mit ihrem Ehemann in Austin, Texas. Das Paar hat einen Monat nach dem Highschool-Abschluss geheiratet.

## Werke
- After. Gallery Books, New York 2014, ISBN 978-1-4767-9248-4.
  - deutsch: After passion. Aus dem Amerikanischen übersetzt von Corinna Vierkant-Enßlin und Julia Walther. Heyne Verlag, München 2015, ISBN 978-3-453-49116-8.
- After we collided. Gallery Books, New York 2014, ISBN 978-1-4767-9249-1.
  - deutsch: After truth. Aus dem Amerikanischen übersetzt von Corinna Vierkant-Enßlin und Nicole Hölsken. Heyne Verlag, München 2015, ISBN 978-3-453-49117-5.
- After we fell. Gallery Books, New York 2014, ISBN 978-1-4767-9250-7.
  - deutsch: After love. Aus dem Amerikanischen übersetzt von Corinna Vierkant-Enßlin und Nicole Hölsken. Heyne Verlag, München 2015, ISBN 978-3-453-49118-2.
- After ever happy. Gallery Books, New York 2014, ISBN 978-1-5011-0640-8.
  - deutsch: After forever. Aus dem Amerikanischen übersetzt von Corinna Vierkant-Enßlin und Nicole Hölsken. Heyne Verlag, München 2015, ISBN 978-3-453-41883-7.
- Before. Gallery Books, New York 2014, ISBN 978-1-5011-3070-0.
  - deutsch: Before us. Aus dem Amerikanischen übersetzt von Sabine Schilasky und Anja Mehrmann. Heyne Verlag, München 2016, ISBN 978-3-641-19067-5.

## Verfilmungen
- 2019: After Passion (After), Regie: Jenny Gage
- 2020: After Truth (After We Collided), Regie: Roger Kumble
- 2021: After Love (After We Fell), Regie: Castille Landon
- 2022: After Forever (After Ever Happy), Regie: Castille Landon
- 2023: After Everything, Regie: Castille Landon

## Auszeichnungen
- 2015: LovelyBooks Leserpreis in der Kategorie Erotischer Roman für After passion